# 33872 Kristichung
33872 Kristichung è un asteroide della fascia principale. Scoperto nel 2000, presenta un'orbita caratterizzata da un semiasse maggiore pari a 2,5541985 au e da un'eccentricità di 0,1761060, inclinata di 5,07173° rispetto all'eclittica.